# Poche de la Ruhr
Seconde Guerre mondiale
Batailles
Campagne d'Allemagne de 1945
- Blackcock
- Veritable
- Blockbuster
- Grenade
- Lumberjack
  - Remagen
- Undertone
- Traversée du Rhin
- Varsity
- Poche de la Ruhr
- Francfort
- Wurtzbourg
- Cassel
- Heilbronn
- Friesoythe
- Nuremberg
- Hambourg
- Amherst
- Archway
- Château d'Itter

Front d’Europe de l’Ouest
Front d’Europe de l’Est
Campagnes d'Afrique, du Moyen-Orient et de Méditerranée
Bataille de l’Atlantique
Guerre du Pacifique
Guerre sino-japonaise
La poche de la Ruhr est une bataille d'encerclement qui eut lieu entre début mars et fin avril 1945, vers la fin de la Seconde Guerre mondiale en Europe, dans la région de la Ruhr dans l'ouest de l'Allemagne. Ce fut le coup final porté à l'effort de guerre nazi, avec plus de 300 000 soldats allemands faits prisonniers par les troupes américaines et la prise du cœur industriel de l'Allemagne. 

## Contexte historique

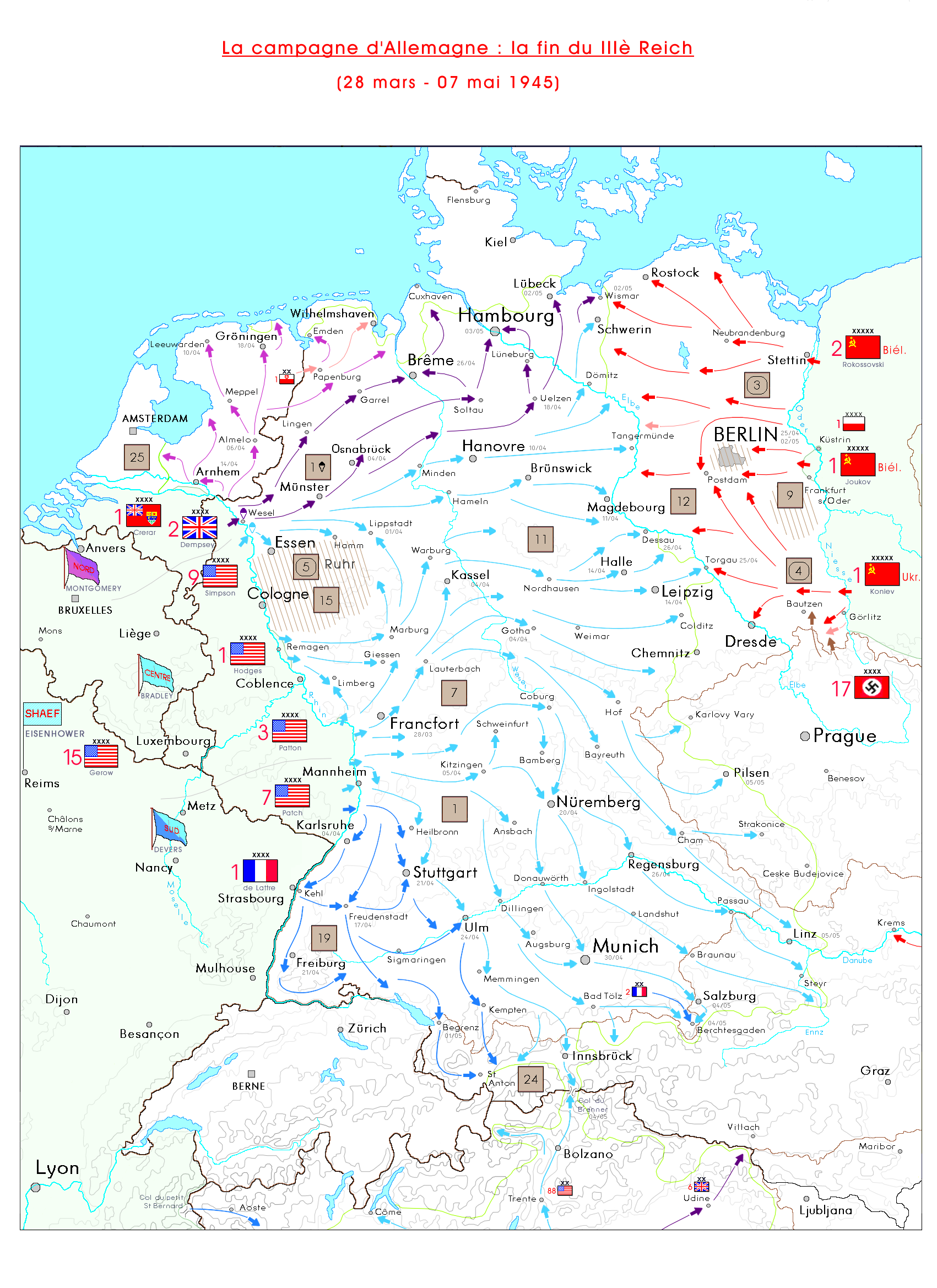
L'offensive finale sur le Troisième Reich (du 28 mars au 7 mai 1945).

En mars 1945, les forces alliées traversent le Rhin. Au sud de la Ruhr, le 12e Groupe d'armées américain du général Omar Bradley est à la poursuite de l'armée allemande en voie de désintégration. La 1re armée américaine capture intact le pont Ludendorff, au-dessus du Rhin, lors de la bataille de Remagen. Bradley et ses lieutenants exploitent rapidement cette traversée faite le 7 mars 1945 et étendent la tête de pont américaine au-delà du pont avant l'effondrement de celui-ci 10 jours plus tard.
Au nord de la Ruhr, le 23 mars 1945, le 21e Groupe d’armées britannique du maréchal Montgomery lance l'opération Plunder et traverse le Rhin à Rees et Wesel.

## Déroulement de la bataille

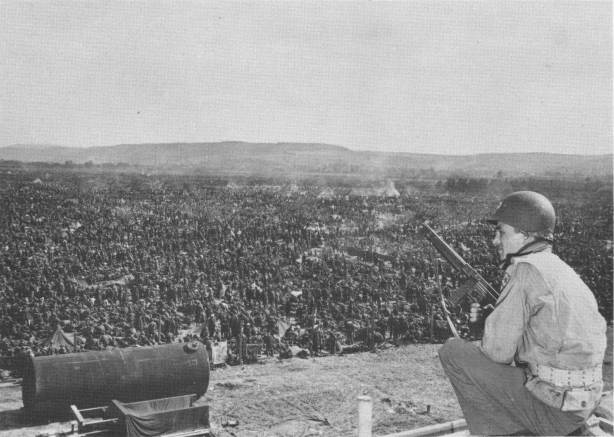
Un soldat américain gardant des prisonniers de guerre allemands après la prise de la Ruhr, le 25 avril 1945.

Après avoir traversé le Rhin, les deux groupes d'armées se déploient en éventail. Au sud, la première armée se dirige vers le nord-est et forme la pince sud de l'encerclement de la Ruhr. Au nord, la 9e armée américaine qui, depuis la bataille des Ardennes, est rattachée au 21e Groupe d'armées de Montgomery se dirige vers le sud-est, formant la pince nord.
Face aux armées alliées, il ne reste que les reliques d'une Wehrmacht désintégrée, quelques unités d'entraînement SS et un grand nombre de Volkssturm, des unités de milice de personnes âgées, incluant certains vétérans de la Première Guerre mondiale, et des Hitlerjugend, les Jeunesses hitlériennes, des unités composées des jeunes garçons dont certains d'à peine 12 ans.
Les éléments de tête des deux pinces alliées font jonction le 1er avril 1945, près de Lippstadt. Le 4 avril, l'encerclement est complet et la 9e armée américaine revient sous le commandement du 12e Groupe d'armées de Bradley. Dans cette poche de la Ruhr, environ 430 000 soldats allemands du groupe d'armées B, ce qui représentait 21 divisions de la Wehrmacht, et des millions de civils sont pris au piège dans des villes largement en ruines à cause des nombreux bombardements. 
Alors que les principales opérations se poursuivent vers le nord et le centre de l'Allemagne, les forces américaines présentes se concentrent sur la poche, la prenant secteur par secteur. Le 12 avril 1945, la 1re et 9e armées divisent la zone depuis le sud, le plus petit secteur à l'est se rend le lendemain. Le secteur à l'ouest continue lui de résister jusqu'au 18 et 21 avril. Plutôt que de se rendre ou de violer son serment fait à Hitler de se battre jusqu'à la mort, le commandant allemand, le maréchal Walter Model se suicide dans la forêt au sud de Duisbourg.
Les 325 000 soldats allemands survivants de la poche et quelques civils sont emprisonnés dans le Rheinwiesenlager.

### Sources et références
- (en) Cet article est partiellement ou en totalité issu de l’article de Wikipédia en anglais intitulé « Ruhr Pocket » (voir la liste des auteurs).